# Byki z Durham
Byki z Durham – amerykańska komedia romantyczna z 1988 roku.

## Fabuła
Akcja rozgrywa się w tytułowym Durham, niewielkim miasteczku w Karolinie Północnej, gdzie największą atrakcją są mecze „Byków”, drugoligowej drużyny baseballu. Ich najwierniejszą fanką jest nauczycielka angielskiego Annie Savoy, była cheerleaderka a obecnie maskotka drużyny. Co więcej, Annie co roku oddaje swe wdzięki jednemu z graczy, lecz teraz ma duży dylemat: wybrać doświadczonego Crasha Davisa, czy też może młodego, dobrze się zapowiadającego Nuke'a LaLoosha.

## Główne role
- Kevin Costner – Crash Davis
- Susan Sarandon – Annie Savoy
- Tim Robbins – Ebby Calvin Nuke LaLoosh
- Trey Wilson – Joe Riggins
- Robert Wuhl – Larry Hockett
- William O’Leary – Jimmy

## Nagrody i nominacje
Oscary za rok 1988
- Najlepszy scenariusz oryginalny – Ron Shelton (nominacja)

Złote Globy 1988
- Najlepsza aktorka w komedii/musicalu – Susan Sarandon (nominacja)
- Najlepsza piosenka – When a Woman Loves a Man – muz. i sł. Bernard Hanighen, Gordon Jenkins, Johnny Mercer (nominacja)